# Тарасівка (Березівський район)
Тара́сівка — село Коноплянської сільської громади в Березівському районі Одеської області в Україні. Населення становить 68 осіб.

## Населення
Згідно з переписом 1989 року населення села становило 29 осіб, з яких 12 чоловіків та 17 жінок.
За переписом населення 2001 року в селі мешкало 67 осіб.

### Мова
Розподіл населення за рідною мовою за даними перепису 2001 року:
| Мова       | Відсоток |
| ---------- | -------- |
| українська | 95,59 %  |
| російська  | 2,94 %   |
| молдовська | 1,47 %   |